# 判決承認
判決承認（はんけつしょうにん）とは、ある国の裁判所が他の国（国によっては他の州）の裁判所が下した判決について、その国（州）の裁判所の判決と同様の効力のものとして認めることをいう。

## 趣旨
他国の裁判所が審理を尽くして下した判決について、その効力を認めず、自国でもう一度裁判を起こさなければならないとすると当事者にとっては不都合であり司法制度の観点からも不経済である（当事者の権利保護の観点）。また、他国の判決と同一の法律関係について異なった判断が出されることは国際的な不調和を生じさせる原因となる（法秩序の安定の観点）。
他方、裁判手続で当事者に正当な防御の機会が保障されていなかったり、内国の法秩序に照らして受け入れることができない場合には問題が残る。そこで外国判決の承認という制度が設けられている。

## 承認手続及び相互保証主義
各国は外国判決の承認手続について国内法を制定している。多くの国では自国の判決がその他国において承認執行されるかどうかを基準に対応している（相互保証主義）。相互保証とは、一般的には外国判決の承認・執行の請求があったときに、その国においても内国（自国）で出された判決の承認・執行が可能な法制度となっていることを要件にする仕組みをいう。

## 各国の法制度と相互保証

### 日本

#### 日本法における外国判決の承認
外国裁判所の確定判決の効力は民事訴訟法118条に定められている。
民事訴訟法118条の要件をすべて充足することを条件に、外国の民事判決は日本国内においては自動的に承認される（ただし、強制執行を行う場合には当該外国判決について執行判決を得る必要がある）。外国判決の当否については原則として実体的な判断はされず、基本的には当該判決に至るまでの手続の正当性が審理される。
民事訴訟法118条の要件は以下の4つである。
1. 法令又は条約により外国裁判所の裁判権が認められること。
2. 敗訴の被告が訴訟の開始に必要な呼出し若しくは命令の送達（公示送達その他これに類する送達を除く。）を受けたこと又はこれを受けなかったが応訴したこと。
3. 判決の内容及び訴訟手続が日本における公の秩序又は善良の風俗（公序良俗）に反しないこと。
4. 相互の保証があること（相互保証主義）。

イギリスやドイツなどとは相互保証の要件を満たしている。一方、ベルギーについては実質的再審査を要件としているため判決は承認されていない。中国も相互保証の要件を満たしておらず判決は承認されていない。

#### 日本判決の外国での承認・効力
日本の裁判所の民事訴訟で下した判決はイギリスやドイツ、アメリカのカリフォルニア州、ニューヨーク州等の一部の州などで承認審理を経て承認される。承認を審理する外国裁判所では、原審（日本）の裁判所の管轄権、裁判手続の正当性のみが審理の対象となるが、訴訟の実質内容についての再審が行われない。承認審理において、一般に原審判決の無効を主張する被告が立証義務を負う。

### 中華人民共和国
最高人民法院の「中華人民共和国民事訴訟法の実施に関する若干問題の意見」318条は外国判決の承認について二国間に司法共助協定があることを前提要件としている。日本とは相互保証の関係にない。

### 中華民国すなわち台湾
台湾では、日本の判決を承認・執行する裁判例がよくある。ただし、日本裁判所が台湾の判決を承認・執行する例がまだ見当たらない。

## 仲裁判断の承認
国際商取引については外国での仲裁判断についての承認・執行の制度がある。外国仲裁判断の承認及び執行に関する条約（ニューヨーク条約）に基づく制度で、外国判決について相互主義の要件を満たさず執行できない場合であっても、仲裁判断について相互主義の要件を満たしていれば仲裁判断のほうが紛争処理には有効な場合がある。